# Aba Achime'ir
Aba Achime'ir (hebrejsky: אב"א אחימאיר, rodným jménem Aba Ša'ul Gejsinovič; 2. listopadu 1897, ves Dolgoje nedaleko Babrujsku – 6. července 1962) byl židovský novinář, historik a politický aktivista. Byl jedním z ideologů revizionistického sionismu, zakladatel ideologie revizionistického maximalismu a vůdce radikální revizionistické skupiny Brit ha-Birionim.
V roce 1931 patřil mezi editory nového deníku Chazit ha-am, napojeného na revizionistické hnutí. V roce 1933 byl obviněn palestinskou policií ze zosnování vraždy sionistického představitele Chajima Arlozorova (další dva řadoví členové Brit ha-Birionim, Rosenblatt a Stavsky, byli obviněni z vraždy samotné). Achime'ir i zbylí dva však obvinění vehementně odmítali. V soudním procesu, který se konal v červenci 1934, nakonec okresní soud Achime'ira i Rosenblatta zprostil obvinění, avšak Stavského odsoudil k trestu smrti. Stavsky se však odvolal a ještě téhož roku jej pro nedostatek důkazů (jediným důkazem byla identifikace Arlozorovou vdovou) osvobodil nejvyšší Britský odvolací soud v Palestině.